# Рочела водоростеподібна
Рочела водоростеподібна (Roccella phycopsis)  — вид сумчастих лишайників родини рочелові (Roccellaceae).

## Поширення
Вид спорадично поширений на всіх материках крім Антарктиди. В Україні це реліктовий середземноморський вид, що зустрічається лише в Криму (у гірській частині). 

## Екологія
Заселяє відшарування вапнякових та силікатних гірських порід, прибережні скелі, зрідка зустрічається на корі ялівцю.

## Охорона
Занесений до Червоної книги України зі статусом «Рідкісний». Охороняється у Карадазькому природному заповіднику, заказнику «Новий Світ» і на території заповідного урочища місцевого значення «Гора Опук».